# 塞隆尼斯·孟克
塞隆尼斯·斯菲尔·孟克（Thelonious Sphere Monk） (1917年10月10日 – 1982年2月7日) 是一名美国爵士乐钢琴家和作曲家。孟克擅长即兴表演，同时也为爵士乐发展做出贡献。孟克是史上作曲数排名第二的爵士乐作曲家，仅次于艾灵顿爵士（艾灵顿爵士作曲超过1000首，孟克作曲超过70首）。
他的作曲与即兴表演充满了所谓“不和谐的和声”，和其非传统的钢琴手法搭配，极富冲击感。但这并不是一种广受认可的演奏风格，诗人兼爵士乐评论家菲利普·莱金称其为“琴键上的大象”。
孟克演奏习惯也颇为迥异。他因自己在衣服、帽子和墨镜的独特风格而出名。同时，他有时也会离开钢琴站起来跳一会儿舞，然后才继续演奏，尽管乐队的其他乐手从未停止演奏。
他也是五位登上《时代杂志》封面的爵士乐手之一。（其余四人为路易斯·阿姆斯特朗、艾灵顿爵士、温顿·马塞利斯和戴夫·布鲁贝克）

## 早年生活
塞隆尼斯·孟克于1917年10月10日生于北卡罗来纳州的洛矶山，于1922年随全家迁至纽约。孟克6岁起便开始学习弹奏钢琴。尽管他受过一些正式的钢琴训练，并偷听过姐姐的钢琴课，但他主要还是无师自通。曾在美国史蒂文森高中读书，但并未毕业。十多岁时和一位福音传教士周游，并且弹奏教堂风琴，之后改弹爵士乐。
在1940年早期至中期，孟克在一个叫做“明顿俱乐部”的曼哈顿夜店演奏。在这里，他曾与许多出名的爵士乐手斗技，其许多风格也自此开始出现的。明顿俱乐部在波普爵士乐的形成中扮演着重要的角色，因为它让孟克得以和许多大师接触。之后他所发展出来的风格被人们称作“hard-swinging”。而他那种丰富创造力创造的成果，则被当时许多乐手效仿利用。

## 早期创作(1944–1954)
1944年，孟克与科尔曼·霍金斯合作发行了第一张唱片霍金斯也是最早认可孟克的著名爵士乐手之一。1947年，孟克首次在蓝调唱片公司制作唱片，在此展现了他在作曲方面的才能。也在这一年，孟克娶了奈丽·史密斯，并在1949年成了父亲（其子之后成为了爵士鼓手），后于1953年获女。
在1951年8月，纽约警方在孟克及其友人巴德·鲍威尔的车上发现毒品，认定属于鲍威尔。由于孟克拒绝为警方作证，警方没收了他在纽约的演奏许可证，孟克因此无法再展才华。于是在1950年的早中期，孟克只能作曲、录曲，并在一些剧院演奏。
1947年至1952年，孟克不间断地为蓝调唱片公司制片。之后两年与 荣誉唱片公司 签约。在此曾与萨克斯手索尼·罗林斯以及鼓手亚特·布莱克利、麦克斯·罗彻合作。1954年，孟克参加了创作出迈尔斯·戴维斯曲集Bags' Groove和Miles Davis and the Modern Jazz Giants 的圣诞夜活动。戴维斯发现孟克古怪的伴奏风格很难让自己即兴，便让孟克停止演奏，这几乎触发了两人之间的争吵。但在自己的自传中，戴维斯声称孟克与自己并未互相生气，而争吵更是“谣言”与“误解”。
1954年，孟克第一次来到了欧洲，在巴黎演奏并录曲。演奏过后玛丽·露·威廉姆斯把他介绍给了罗斯柴尔德家族的一位女公爵（同时也是纽约多名爵士乐手的赞助人），之后二人成为了好友。

## 河边唱片公司时期(1955–1961)
在他与河边唱片公司签约前，孟克已经被同行与一些评论家高度认可，但他的唱片并没有很好的销量，而他的音乐仍被认为很难被市场接受。经过孟克的同意，河边唱片公司仅用108.24美元就买断了他在荣誉的合约。之后孟克欣然地创作两个爵士标准曲集来充实自己的作品。其中便有与低音大提琴手奥斯卡·派迪福德和鼓手肯尼·克莱克创作的Thelonious Monk Plays the Music of Duke Ellington（ 其中有艾灵顿公爵的"Caravan"以及"It Don't Mean A Thing (If It Ain't Got That Swing)"）。
在1956年的“Brilliant Corners”中孟克收录了自己的音乐。尽管其中的主题曲目太难演奏以至于最终需要多次演奏拼凑而成，但这一曲集被认为是孟克首次成功。
在重获演奏许可证后，孟克重新开始了自己在纽约的职业生涯，并在五点咖啡馆开始了为期六个月演奏。但由于乐队中一人签约荣誉唱片公司，仅有少量音乐得以记录。其余的一部分则通过别的方式被发行。
1957年“Crepuscule With Nellie”是孟克唯一无即兴表演的曲集，而为此孟克也费了极大的心血。同年圣诞，“五点”的六月演奏也结束了，孟克在1958年6月之前都没有再次在五点咖啡馆组织乐队。
1958年10月15日，演奏再次结束，孟克准备前往马里兰州巴尔的摩的喜剧俱乐部表演，而在特拉华州他和女公爵友人由于拒绝与警察合作，被警棍击打。随后警方在其友人车上发现毒品。但由于二人是被非法拘留，并被殴打，法官认定搜索无效。

## 哥伦比亚唱片公司时期(1962–1970)
经过协商后，孟克与哥伦比亚唱片公司签约。孟克和河边唱片公司的关系由于薪金的问题恶化，在1959年6月制作出“5 by Monk by 5”后便停止录曲。
加入哥伦比亚公司后的孟克在1963年发行了“Monk’s Dream”。哥伦比亚公司的资源让孟克可以更好的发展，而“Monk's Dream”成为了他一生销量最好的唱片。1964年2月28日，孟克登上了《时代》杂志封面，其中有关于他的文章“The Loneliest Monk”（孤独孟克）。之后孟克继续创作出广受好评的曲集，例如1963年的“Criss Cross”和1968年的“Underground“。但在这一时期他的作曲数目受到了限制，仅有他在哥伦比亚公司最后作品“Underground”中含有大量新曲，其中则有他唯一的华尔兹乐曲“Ugly Beauty”。而和在河边唱片公司一样，孟克在哥伦比亚公司的唱片包含了许多现场录音，例如1963年的“Miles and Monk at Newport”、1964年的“Live at the It Club”和“Live at the Jazz Workshop”。 

## 晚年生活
孟克在1970年中期消失在公众眼里，之后偶有露面。他最后一张作为领奏的唱片是在1971年11月由黑狮唱片公司发行的，是在世界巡演后与和自己合作多年的团体“The Giants of Jazz”完成的。
在路易斯·波特为约翰·柯特恩所写传记“John Coltrane: His Life and Music”中展现了孟克的另一面。柯特恩说：“孟克简直就是迈尔斯·戴维斯的对立面：他一直谈论音乐，而且他给你的感觉就是他愿意花很长时间来为你解释你问任何东西。”
纪录片“Thelonious Monk: Straight, No Chaser”(1988)把孟克的奇怪行为归因为精神疾病。在片里，孟克的儿子T.S.Monk表示，父亲有时认不出他来，而且在1960年后期由于精神疾病的恶化而不时住院。但从来没有检查结果得到公布，而孟克也会在出院后激动几天，之后的几天开始踱步，直至最终症状消失但不再说话。医生曾建议使用电休克疗法，但孟克的家人表示反对，最终使用了安定剂及锂来进行治疗. 关于孟克的病症还有其他传言: 孟克自传“Straight, No Chaser: The Life and Genius of Thelonious Monk”(1997)的作者,莱斯利·高尔斯表示至少有一个精神病医生并没有发现孟克患有躁郁症或精神分裂症的相关证据。而另一个医生认为孟克被误诊而在住院期间提供了可能损伤大脑的药物。
由于孟克的健康不断恶化，他人生的最后六年是在挚友罗斯柴尔德女公爵位于新泽西的家中度过的。在这段时间里，孟克不再演奏钢琴，尽管他的房间里就放置着一架，同时他也很少与拜访者说话。1982年2月17日，孟克死于中风，并被埋葬在纽约哈茨代尔的芬克里夫墓园。1993年，孟克被授予了“格莱美终身成就奖”， 并在2006年被授予“普利策特别褒扬奖”。
美国著名鼓手亚特·布莱克利透露，孟克还十分擅长下国际象棋和跳棋。
2009年，孟克入选了“北卡罗来纳音乐名人堂”。

## 录音作品目录

### 蓝调时期作品(1948–1952)
- Genius of Modern Music: Volume 1 (1947 Blue Note recordings)
- Genius of Modern Music: Volume 2 (1951–1952 Blue Note recordings)

### 荣誉时期作品(1952–1954)
- Thelonious Monk Trio (Prestige 7027), 1952–4
- Monk (Prestige 7053) recorded 1953-4
- Thelonious Monk and Sonny Rollins (Prestige 7075), recorded 1953-4

### 河边时期作品(1955–1961)
- Thelonious Monk plays the Music of Duke Ellington (1955)
- The Unique Thelonious Monk (1955)
- Brilliant Corners (1956 recording with Sonny Rollins and Clark Terry)
- Thelonious Himself (1957)
- Monk's Music (1957)
- Mulligan Meets Monk (1957, with Gerry Mulligan)
- Thelonious in Action and Misterioso (1958, live at the Five Spot with Johnny Griffin)
- The Thelonious Monk Orchestra at Town Hall (1959, Charlie Rouse joined the band then)
- 5 by Monk by 5 (1959)
- Thelonious Alone in San Francisco (1959)
- Thelonious Monk at the Blackhawk (1960, with Charlie Rouse)
- Thelonious Monk with John Coltrane (1957 recordings, 1961 issue) – Inducted into the Grammy Hall of Fame in 2007.[20]
- Monk in France (recorded in 1961)
- Thelonious Monk in Italy (recorded 1961, released 1963)
- Thelonious Monk and the Jazz Giants (1987)
- Thelonious Monk Quartet Live at the Five Spot: Discovery! (with Coltrane recorded 1957, released in 1993 on Blue Note)
- Thelonious Monk Quartet with John Coltrane at Carnegie Hall (1957, released 2005 on Blue Note.)
- The Complete 1957 Riverside Recordings (2006 collection of the 1957 studio recordings with Coltrane)

### 哥伦比亚时期作品(1962–1968)
- Monk's Dream (1963)
- Criss-Cross (1963)
- Monk in Tokyo (1963)
- Miles & Monk at Newport (1963, with unrelated 1958 Miles Davis performance)
- Big Band and Quartet in Concert (1963)
- It's Monk's Time (1964)
- Monk (1964)
- Solo Monk (1964)
- Live at the It Club (1964)
- Live at the Jazz Workshop (1964)
- Straight, No Chaser (1966)
- Underground (1967)
- Monk's Blues (1968)

### 其他作品
- Art Blakey's Jazz Messengers with Thelonious Monk (Atlantic, 1958)
- Thelonious Monk Nonet Live In Paris 1967 (France Concert LP FC-113, 1967)
- The Giants of Jazz (Atlantic, 1971) with Art Blakey, Dizzy Gillespie, Al McKibbon, Sonny Stitt and Kai Winding

### 伴奏作品
With Coleman Hawkins
- Bean and the Boys (Prestige 7824) 1944

With Milt Jackson
- Wizard of the Vibes (Milt Jackson: 1948 Blue Note recordings)

With Miles Davis
- Bags' Groove (Prestige, 1954)
- Miles Davis and the Modern Jazz Giants (Prestige, 1954)

With Sonny Rollins
- Moving Out (Prestige 7058) 1954 (on one track)
- Sonny Rollins, Vol. 2 (Blue Note, 1957)

With Gigi Gryce
- Nica's Tempo  (Savoy, 1955)

With Clark Terry
- In Orbit (Riverside, 1958)

### 作品合集
- Monk's Miracles (1966)
- Monk's Greatest Hits (Columbia, 1968)
- Midnight at Minton's (c.1941, issued 1973 under Don Byas' name. Monk does not play on all tracks of this or the other two CDs of 1941 material)
- After Hours (c.1941, issued 1973 under Charlie Christian's name)
- After Hours in Harlem c.1941, issued 1973 under Hot Lips Page's name
- April in Paris (Monk album)|April in Paris (1981 2-LP set of the April 18, 1961 Paris recordings)
- Monk's Classic Recordings (1983)
- Blues Five Spot (1984, unissued recordings from 1958–61, with various saxophonists and Thad Jones, cornet)
- Something in Blue, Nice Work in London, Blue Sphere and The Man I Love (all 1971 recordings, collected in The London Collection 1988, three CDs)
- The Complete Riverside Recordings of Thelonious Monk (1991, 15 CD, Riverside)
- The Complete Blue Note Recordings of Thelonious Monk  (1994, 4 CD, Blue Note)
- Live at Monterey Jazz Festival '63 (sept. 21–2, 1963, MFSL, 2 vols. issued 1996-7)
- Monk Alone: The Complete Solo Studio Recordings of Thelonious Monk 1962–1968 (1998, 2 CD, Sony)
- The Complete Prestige Recordings of Thelonious Monk (2000, 3 CD, Prestige)
- The Columbia Years: '62–'68 (2001, 3 CD, Sony)
- The Complete Vogue Recordings/The Black Lion Sessions (1954–71) (3LP, Mosaic)
- All Monk.  The Riverside Albums (2010, 16 CD, Universal)
- The Thelonious Monk Quartet Complete Columbia Studio Albums Collection (2012, 6 CD, Sony)